# São Brás de Alportel
São Brás de Alportel (sɐ̃ũ bɾaʃ də ɑɫpuɾ'tɛɫ) è un comune e una freguesia portoghese di 10 032 abitanti situato nel distretto di Faro.

## Società

### Evoluzione demografica
| 1920  | 1930  | 1960 | 1981 | 1991 | 2001  | 2004  |
| 11399 | 10291 | 9058 | 7506 | 7526 | 10032 | 11205 |